# Pocah
Viviane de Queiroz Pereira (Queimados, 17 de outubro de 1994), mais conhecida pelo seu nome artístico Pocah e anteriormente como MC Pocahontas, é uma cantora e compositora brasileira.
Em 2012, iniciou a sua carreira musical e ficou nacionalmente conhecida pelo hit "Mulher do Poder". Esse hit foi responsável por seu primeiro videoclipe, que obteve mais de 11 milhões de visualizações no YouTube.

## Biografia
A artista é filha da ex-empregada doméstica Marines de Queiroz, e do comerciante Leonardo Pereira. Ela nasceu em uma família simples da Região Metropolitana do Rio de Janeiro, no município de Queimados, tendo sido criada em Duque de Caxias. A cantora possui seus traços físicos muito parecidos com os da Pocahontas, uma indígena do filme Pocahontas, e por isso possui o apelido de Pocah.
Durante sua infância, a mãe da artista trabalhou como babá do filho caçula da atriz Vera Fischer. Em depoimento nas redes sociais, Pocah falou sobre a relação com Vera Fischer: "Você é fundamental na minha vida, Vera. Você foi a minha primeira inspiração artística", escreveu.

## Carreira
Em entrevistas revelou que antes de iniciar-se no funk e no pop, gostava de ouvir rock. Seu irmão possuía uma banda, e com 12 anos, ela acompanhava o irmão em shows da banda, quando ele foi tocar em um evento que tinha funk, passou a interessar-se por esse ritmo, quando fez amizade com os participantes do evento, e uma das moças namorava um DJ, que interessou-se profissionalmente por Pocahontas quando soube que ela tinha o desejo de ser cantora. Ele, então, a convidou para um teste em sua gravadora, e após ser aprovada, ele produziu a sua primeira música, chamada "Seu Nome". Ela colocou o videoclipe no YouTube, chamando a atenção da indústria fonográfica brasileira.

### 2012-19: Mulher do Poder, Não Sou Obrigada e mudando o seu nome artístico
Em 2012 iniciou a sua carreira musical e ficou nacionalmente conhecida pelo hit "Mulher do Poder". Esse hit foi responsável por seu primeiro videoclipe, que obteve mais de 11 milhões de visualizações no Youtube.
Em 2013 fez parte da produção do reality show Nem Aí, realizado para a TV fechada. Em 2015 lançou outro hit intitulado "Perdendo a linha" que obteve mais de 70 milhões de reproduções em serviços de streaming. Em 2017, Pocah ficou internacionalmente conhecida por seus hits, quando foi sampleada pelo rapper norte-americano Future, que usou a sua voz na faixa "Fresh Air". Neste mesmo ano, ela lançou "Meu Boy" e "Tô Tarada". Em 2018, foi lançado seu primeiro extended play (EP), Tbt da Pocah, que conta com as canções "Espelho Meu" e "Eu Sento Rebolando Chamando O Seu Nome".  Também em 2018, foram lançados também hits como "Oh Quem Voltou" com Dani Russo e Naiara Azevedo e "Quer Mais?", em parceria com MC Mirella, onde carrega mais de 34 milhões de streamings no Spotify e  mais de 150 milhões de visualizações no YouTube. Em 2019, lançou o hit do carnaval “Não Sou Obrigada”, que em 3 meses já conta com mais de 50 milhões de visualizações no YouTube e + 22 milhões de plays no Spotify. No mesmo ano, assinou o seu primeiro contrato com uma grande gravadora, a Warner Music, trocando seu nome artístico de Mc Pocahontas para apenas Pocah, devido aos direitos autorais envolvendo o nome da personagem Pocahontas da Walt Disney Pictures, que por sua vez é inspirado na verdadeira ameríndia chamada Matoaka (apelidada de Pocahontas) dos Estados Unidos. Os primeiros lançamentos da nova fase foram "Resenha Lá em Casa", em parceria com MC Kevin o Chris, "Para Não", com MC WM e Jerry Smith, "Pode chorar" e "Queima", em parceria com Cleo.
Em 2019, já internacionalmente famosa e tendo feito turnês pela Europa e América do Norte, assinou o seu primeiro contrato com uma grande gravadora, a Warner Music, trocando seu nome artístico para Pocah.

### 2021-presente:Big Brother Brasil 21
Em 19 de janeiro de 2021, Pocah foi confirmada como uma dos 20 participantes da vigésima primeira temporada do reality show Big Brother Brasil, da TV Globo.
Foi eliminada do reality show no dia 29 de abril, com 73,16% dos votos. 15ª eliminada do programa, a cantora disputou um paredão triplo ao lado de Camilla de Lucas (11,90%) e Gil do Vigor (14,94%). No total, o seu paredão recebeu 59 milhões de votos (59.703.676) do público.

## Vida pessoal
Em 2010 começou a namorar o cantor Matheus de Souza Vargas Júnior, conhecido como MC Roba Cena. Em 2013 foram morar juntos na Capital Fluminense. No dia 23 de fevereiro de 2016, deu à luz através de cesariana, no Rio de Janeiro, a sua filha, chamada Vitória de Queiroz Pereira Vargas. O casal separou-se em 2017, após a cantora descobrir uma traição. Mesmo com a separação, por conta do contrato assinado, o seu ex-marido continuou a empresariar a sua carreira artística, até terminar o prazo estabelecido.
Após outros relacionamentos com homens anônimos e famosos, em 2018 começou a namorar o produtor de eventos Ronan Souza, e em 2019 vendeu seu apartamento no Recreio dos Bandeirantes, e foi morar com ele em uma mansão na Barra da Tijuca.
A cantora é assumidamente bissexual desde os treze anos de idade. Em entrevistas revelou que começou a relacionar-se com mulheres com essa idade, e até então acreditava ser lésbica, porém a sua mãe não a aceitava, até que nessa mesma época, ao ficar com um homem e gostar, descobriu a sua verdadeira orientação sexual. Pocah também declara-se como feminista. Em agosto de 2021, Pocah revelou que foi diagnosticada com distúrbio do sono e que estaria tratando o problema.

## Filmografia

### Televisão
| Ano  | Título             | Papel                   | Notas                      | Ref.   |
| ---- | ------------------ | ----------------------- | -------------------------- | ------ |
| 2021 | Big Brother Brasil | Participante (5º lugar) | Temporada 21               | [ 26 ] |
| 2023 | TVZ                | Apresentadora           |                            |        |
| 2024 | Tô Nessa           | Ela mesma               | Episódio: "27 de outubro"  | [ 27 ] |
| 2024 | Mania de Você      | Ela mesma               | Episódio: "14 de novembro" | [ 28 ] |

### Cinema
| Ano  | Título         | Papel     | Notas              | Ref.   |
| ---- | -------------- | --------- | ------------------ | ------ |
| 2023 | Ritmo de Natal | Ela mesma | Original Globoplay | [ 29 ] |

## Discografia

### Álbuns
- Cria de Caxias (2024)

### Extended plays(EPs)
- TBT da Pocah (2018)
- A Braba É Ela (2023)
- A Braba É Ela 2 (2023)

### Singles

#### Como artista principal
| Título                                                              | Ano  | Certificações  | Vendas   | Álbum                         |
| ------------------------------------------------------------------- | ---- | -------------- | -------- | ----------------------------- |
| "Perdendo a Linha"                                                  | 2016 |                |          | TBT da Pocah                  |
| "Eu Sento Rebolando Chamando o Seu Nome"                            | 2016 |                |          | TBT da Pocah                  |
| "Espantar o Mal" (com Almirzinho Serra e part. de Brotha CJ)        | 2016 |                |          | Não adicionado à nenhum álbum |
| "Meu Boy"                                                           | 2017 |                |          | Não adicionado à nenhum álbum |
| "Oh Quem Voltou" (com Dani Russo e part. de Naiara Azevedo)         | 2018 | - : 2× Platina | 160.000‡ | Não adicionado à nenhum álbum |
| "Quer Mais?" (com MC Mirella)                                       | 2018 | - : Diamante   | 300.000‡ | Não adicionado à nenhum álbum |
| "Não Sou Obrigada"                                                  | 2019 | - : Platina    | 80.000‡  | Não adicionado à nenhum álbum |
| "Resenha Lá em Casa" (com MC Kevin O Cris)                          | 2019 |                |          | Não adicionado à nenhum álbum |
| "Para Não" (com MC WM e Jerry Smith)                                | 2019 |                |          | Não adicionado à nenhum álbum |
| "Pode Chorar"                                                       | 2019 |                |          | Não adicionado à nenhum álbum |
| "Ninguém Vai Nos Parar" (com MC Zaac e Ruxell)                      | 2019 |                |          | Não adicionado à nenhum álbum |
| "Queima" (com Cleo)                                                 | 2019 |                |          | Não adicionado à nenhum álbum |
| "Carnaval Chegando" (com Rennan da Penha)                           | 2020 |                |          | Segue o Baile (Ao Vivo)       |
| "Pegando Fogo" (com Lara Silva)                                     | 2020 |                |          | Não adicionado à nenhum álbum |
| "Lei da Gravidade" (com Léo Santana)                                | 2020 |                |          | Não adicionado à nenhum álbum |
| "É o Perigo" (com PK)                                               | 2020 |                |          | Não adicionado à nenhum álbum |
| "Depois da Quarentena"                                              | 2020 |                |          | Não adicionado à nenhum álbum |
| "Toda Sua" (com Mãolee e Oik)                                       | 2020 |                |          | Não adicionado à nenhum álbum |
| "Ménage" (com JottaPê e Tainá Costa)                                | 2020 |                |          | Não adicionado à nenhum álbum |
| "Bandida" (com Pabllo Vittar)                                       | 2020 | - : 2× Platina | 160.000‡ | 111 Deluxe                    |
| "Jogar Pra Tropa" (com Dennis DJ)                                   | 2021 |                |          | Não adicionado à nenhum álbum |
| "Eu Viciei" (com Lia Clark)                                         | 2021 |                |          | Não adicionado à nenhum álbum |
| "Nem On Nem Off" (com MC WM)                                        | 2021 |                |          | Não adicionado à nenhum álbum |
| "Muito Prazer" (com MC WM)                                          | 2021 |                |          | Não adicionado à nenhum álbum |
| "Barbie" (com Rebecca, Lexa e part. Danny Bond)                     | 2022 |                |          | Não adicionado à nenhum álbum |
| "Ainda"                                                             | 2022 |                |          | Não adicionado à nenhum álbum |
| "Cancelaram o Carnaval" (com Hitmaker)                              | 2022 |                |          | Não adicionado à nenhum álbum |
| "Movimenta" (com DJ Zulu e MC GW)                                   | 2022 |                |          | Não adicionado à nenhum álbum |
| "Não Sai da Minha Mente" (com Bin e Ajaxx)                          | 2022 |                |          | Não adicionado à nenhum álbum |
| "Avisa Lá" (com Anitta, Lexa e part. MC Rebecca)                    | 2022 |                |          | À Procura da Anitta Perfeita  |
| "Prova Que Me Ama"                                                  | 2023 |                |          | Não adicionado à nenhum álbum |
| "Barulhinho" (com Luck Muzik e Kevin o Chris)                       | 2023 |                |          | Não adicionado à nenhum álbum |
| "Solta-te" (com Piso 21)                                            | 2023 |                |          | Não adicionado à nenhum álbum |
| "Assanhadinha" (com MC Durrony)                                     | 2023 |                |          | Não adicionado à nenhum álbum |
| "Hoje Eu Tô Solta" (com L7nnon)                                     | 2023 |                |          | Não adicionado à nenhum álbum |
| "Bandidona" (com Pabllo Vittar, DJ Biel do Furduncinho e Papatinho) | 2023 |                |          | Não adicionado à nenhum álbum |

#### Como artista convidada
| Ano | Título                                                              | Álbum                         |
| --- | ------------------------------------------------------------------- | ----------------------------- |
| 2012 | "Em 2012" (Mingau com part. de Pocah)                               | Não adicionado à nenhum álbum |
| 2014 | "Rainha do Baile" (MC Gui part. Pocah)                              | O Bonde é Seu ao Vivo         |
| 2017 | "Tranquilo Feito Grilo" (Duh Marinho com part. de Pocah)            | Não adicionado à nenhum álbum |
| 2017 | "Toda Linda (Remix)" (The Funk com part. de Márcio G e Pocah)       | Não adicionado à nenhum álbum |
| 2017 | "Show" (Dj Batata com part. de Pocah)                               | Não adicionado à nenhum álbum |
| 2017 | "Bumbum Que Bate-Bate (Quem Tem Joga)" (MC Lais com part. de Pocah) | Não adicionado à nenhum álbum |
| 2018 | "Tá Com As Amigas" (MC Davi com part. de Pocah)                     | Não adicionado à nenhum álbum |
| "Certo pelo Certo" (NaBrisa com part. de Pocah)                                                         |                                                                     | Não adicionado à nenhum álbum |
| "Tchotchomary" (Mãolee com part. de Pocah, MODE$TIA, Don Cesão, Yannick, Gutierrez, Filipe Ret e Akira) | Bendito                                                             |                               |
| "Rebolarizando" (Jojo Maronttinni, DJ Lindão & DJ Batata com part. de Pocah)                            | Não adicionado à nenhum álbum                                       |                               |
| "Se Você Acreditar" (Tá Na Mente com part. de Pocah)                                                    | Não adicionado à nenhum álbum                                       |                               |

#### Singlespromocionais
| Ano  | Título                                |
| ---- | ------------------------------------- |
| 2012 | "Mulher do Poder"                     |
| 2013 | "Arrasei"                             |
| 2014 | "Não Corre"                           |
| 2014 | "Espelho Meu"                         |
| 2016 | "Pa & Browse" (com DJ Tubarão)        |
| 2017 | "Tô Tarada"                           |
| 2018 | "Bota Tudão"                          |
| 2018 | "Bota Dizendo Que Ama"                |
| 2019 | "Santinha e Foguenta" (com Caverinha) |

## Prêmios e indicações
| Ano  | Prêmio                  | Categoria                  | Nomeação                                                        | Resultado |
| ---- | ----------------------- | -------------------------- | --------------------------------------------------------------- | --------- |
| 2019 | MTV Millennial Awards   | Danceokê                   | "Não Sou Obrigada"                                              | Indicado  |
| 2019 | MTV Millennial Awards   | Crush do Ano               | Pocah                                                           | Venceu    |
| 2019 | WME Awards              | Melhor Música Popular      | "Não Sou Obrigada"                                              | Indicado  |
| 2020 | Prêmio Jovem Brasileiro | Hit do Ano                 | "Pegando fogo" (feat Lara Silva)                                | Indicado  |
| 2020 | MTV Millennial Awards   | Zika do Baile              | Pocah                                                           | Indicado  |
| 2020 | MTV Millennial Awards   | Melhor clipe feito em casa | "Depois da quarentena"                                          | Venceu    |
| 2021 | MTV Millennial Awards   | Feat Nacional              | "Bandida" (com Pablo Vittar)                                    | Indicado  |
| 2021 | MTV Millennial Awards   | Hino do Ano                | "Bandida" (com Pablo Vittar)                                    | Indicado  |
| 2021 | MTV Millennial Awards   | Coreô Envolvente           | "Bandida" (com Pablo Vittar)                                    | Venceu    |
| 2022 | MTV Millennial Awards   | Feat. Nacional             | "Passando o Rodo" (Pocah, Lara Silva, MC Mirella e Tainá Costa) | Venceu    |